# Cantón de San Jorge de Oyapoque
El cantón de San Jorge de Oyapoque (en francés canton de Saint-Georges-de-l'Oyapock) era una división administrativa francesa, que estaba situada en el departamento y la región de Guayana Francesa.

## Composición
El cantón estaba formado por tres comunas:
- Camopi
- San Jorge de Oyapoque
- Ouanary

## Supresión de los cantones
El 31 de diciembre de 2015, los cantones de Guayana Francesa fueron suprimidos, en aplicación de la ley n.º 2011-884, de 27 de julio de 2011, relativa a las colectividades de Guayana Francesa y Martinica; y específicamente de su artículo 8.º, apartado L558-3 y sus comunas pasaron a formar parte de la nueva sección de Oyapoque.